# Bycanistes
Genre
Synonymes
- Ceratogymna

Le genre Bycanistes comprend 6 espèces de Calaos, oiseaux de la famille des Bucerotidae, vivant en Afrique subsaharienne. Elles sont parfois considérées comme appartenant au genre Ceratogymna Bonaparte, 1854.

## Liste des espèces
D'après la classification de référence (version 5.1, 2015) du Congrès ornithologique international (ordre phylogénique) :
- Bycanistes fistulator – Calao siffleur
- Bycanistes bucinator – Calao trompette
- Bycanistes cylindricus – Calao à joues brunes
- Bycanistes albotibialis – Calao à cuisses blanches
- Bycanistes subcylindricus – Calao à joues grises
- Bycanistes brevis – Calao à joues argentées